# Хари Потер
Хари Потер (енгл. Harry Potter) серијал је романа фантазије које је написала британска књижевница Џ. К. Роулинг. Романи говоре о животу младог чаробњака, Харија Потера, и његових пријатеља Хермионе Грејнџер и Рона Веслија, ученика Хогвортске школе за чаробњаштво и вјештичарење. Окосница радње романа је Харијева борба против Лорда Волдемора, мрачног чаробњака који намјерава да постане бесмртан, збаци чаробњачко управно тијело познато као Министарство магије и потчини све чаробњаке и Нормалце (немагичне људе).
Од објављивања првог романа, Хари Потер и Камен мудрости, 26. јуна 1997. године, књиге су стекле огромну популарност, критичка признања и комерцијални успијех широм свијета. Привукле су широку публику, како одраслих тако и млађих читаоца, и често се сматрају темељима модерне књижевности за одрасле. Серијал је такође добио критике због све наглашенијих мрачних тонова кроз развој серијала, као и због често страшног и графичког насиља које приказује. До фебруара 2018. године, књиге су продате у више од 500 милиона примјерака широм свијета, чинећи је тиме најпродаванијим серијалом књига у историји, преведеним на 80 језика. Посљедње четири књиге су узастопно постављале рекорде као најбрже продаване књиге у историју, са посљедњим наставком који се продао у око 11 милиона копија у САД у року од 24 сата од објављивања.
Серијал су на енглеском језику првобитно објавила два издавача, Bloomsbury у Уједињеном Краљевству и Scholastic Press у Сједињеним Државама. Представа, Хари Потер и уклето дјете, заснована на причи коју је написала Роулингова, премијерно је изведена у Лондону 30. јула 2016. године у Дворском позоришту, а сценарио је објавио Little, Brown. Првобитних седам књига је Ворнер брос адаптирао у серијал од осам филмова, који је трећи филмски серијал свих времена од фебруара 2018. године. Године 2016, укупна вриједност франшизе Хари Потер процијењена је на 25 милијарди долара, што Харија Потера чини једном од највећих медијских франшиза свих времена.
Низ од много жанрова, укључујући фантазију, драму, одрастање и британску школску причу (која укључује елементе мистерије, трилера, авантуре, хорора и романтике), свијет Харија Потера истражује бројне теме и укључује многа културна значења и референце. Према Роулинговој, глава тема је смрт. Остале главне теме у серијалима су предрасуде, корупција и лудило.
Успијех књига и филмова омогућио је франшизи Хари Потер да се прошири са бројним изведеним радовима, путујућа изложба која је премијерно изведена у Чикагу 2009. године, студијска турнеја у Лондону која је отворена 2012. године, дигитална платформа на којој Роулингова ажурира серијале са новим информацијама и увидом, као и пенталогија спин-оф филмова која је премијерно приказана у новембру 2016. године са Фантастичним звјерима и гдје их наћи, међу многим другим дешавањима. Најскорије јесте тематска атракција позната као Чаробни свијет Харија Потера, која је изграђена у неколико Universal Parks & Resorts забавних паркова широм свијета.

## Радња
Средишња личност серијала је Хари Потер, дјечак који живи у Сарију, са његовим течом, тетком и рођаком — породица Дарсли — и са 11 година открива да је чаробњак, иако живи у обичном свијету немагичних људи познатих као Нормалци. Чаробњачки свијет постоји паралелно са свијетом Нормалаца, иако је скривен и у тајности. Његове чаробњачке способности су урођене, а дјеца са таквим способностима су позвана да похађају чаробњачке школе које их подучавају неопходним вјештинама корисним за успихе у свијету чаробњака. Хари постаје ученик Хогвортске школе магије и чаробњаштва, чаробњачке академије у Шкотској, и ту се одвија већина догађаја у серијалу. Док се Хари развија кроз своју адолесценцију, он учи да превазиђе проблеме са којима се суочава: чаробне, друштвене и емотивне, укључујући и обичне тинејџерске изазове као што су пријатељства, заљубљеност, романтичне везе, школске обавезе и испити, анксиозност, депресија, стрес и већи тест припреме за сукоб који предстоји у чаробњачком британском све насилнијем другом чаробњачком рату.
Сваки роман биљежи једну годину у Харијевом животу током раздобља од 1991. до 1998. године. Књиге садрже и многе флешбекове, које Хари често доживљава гледајући сјећања других ликова у уређају званом Сито за мисли.
Околина коју је Роулингова створила интимно је повезана са стварношћу. Британска чаробњачка заједница из књига Харија Потера инспирисана је британском културом деведесетих година 20. вијека, европским фолклором, класичном митологијом и алхемијом, сједињавајући објекте и дивље животиње као што су чаробни штапићи, чаробне биљке, напици, чаролије, летеће метле, кентаури и друга чаробна створења, Реликвије смрти и Камен мудрости, поред осталих које је изумела Роулингова. Док је фантазијска земља Нарнија алтернативни универзум, Средња земља Господара прстенова је митска прошлост, чаробни свијет Харија Потера постоји као паралелни стварном свијету и садржи чаробне верзије обичних елемената свакодневног живота, са радњом која се углавном одвија у Шкотској (Хогвортс), Вест-кантрију, Девону, Лондону и Сарију у југоисточној Енглеској. Свијет доступан само чаробњацима и чаробним бићима састоји се од фрагментиране збирке непримјетних скривених улица, древних пабова, усамљених сеоских имања и скровитих двораца невидљивих за Нормалце.

### Ране године
Када се први роман из серије, Хари Потер и Камен мудрости, отвори, очигледно је да се неки значајан догађај одиграо у чаробњачком свијету — догађај који је био тако изванредан, да су чак и нормалци (немагични људи) примјетили знакове тог догађаја. Пуна позадина овог догађаја и прошлост Харија Потера постепено се открива кроз серијал. Након уводног поглавља, књига прескаче у вријеме које је било непосредно пред 11. рођендан Харија Потера и управо у том тренутку почиње да се открива његова магична позадина.
Упркос очајном покушају Харијевог тетка и тетке да спријече Харија да учи о својим способностима, њихови напори су узалудни. Хари упознаје полуџина, Рубијуса Хагрида, који је такође његов први контакт са чаробњачким свијетом. Хагрид открива да је чувар кључева и имања у Хогвартсу, као и нешто од Харијеве прошлости. Хари сазнаје да је, као беба, био свједок убиства својих родитеља од стране моћи жељног мрачног чаробњака Лорда Волдемора, који је касније покушао да га убије. Умјесто тога, десило се неочекивано: Хари је преживио само са ожиљком у облику муње на челу као успомену на напад, а Волдемор је убрзо нестао, озбиљно ослабљен његовом властитом клетвом. Као несвјесни спаситељ од Волдеморове владавине терора, Хари је постао жива легенда у чаробњачком свијету. Међутим, по налогу часног и добро познатог чаробњака Албуса Дамблдора, Хари који је остао без родитеља смјештен је у кућу непријатних рођака Нормалаца, Дарслијевих, који су га чували на сигурном, али се лоше односили према њему, што је укључивало и његово затварање у ормар без оброка и третирање као слуге. Хагрид је тада и званично позвао Харија да похађа Хогвортску школу за чаробњаштво и вјештичарење, чувену школу магије у Шкотској која образује младе тинејџере о њиховом магичној развоју током седам година, од 11. до 17. године.
Уз Хагридову помоћ, Хари се припрема за прву годину на Хогвортсу. Док Хари почиње да истражује магични свијет, читалац се упознаје са многим основним локацијама које се јављају током серијала. Хари упознаје већину главних ликова и стиче своја два најбоља пријатеља: Рона Веслија, забавног члана древне, велике, сретне, али сиромашне чаробњачке породице, и Хермиону Гренџер, надарену, оштроумну и вриједну вјештицу немагичног поријекла. Хари се упознаје и са школским учитељем напитака, Северусом Снејпом, који исказује уочљиво дубоку и непоколебљиву одбојност према њему, и богато дериште Драка Мелфоја с којим убрзо постаје непријатељ и учитеља одбране од мрачних вјештина, Квиринусом Квирелом, за кога се касније испоставило да је Волдеморов савезник. Хари такође открива свој таленат летјења на метли и постале члан квидич тима свог дома, спорта у чаробњачком свијету у коме играчи лете на метлама. Прва књига се завршава Харијевим другим сукобом са Волдемором, који, у потрази за повратком свог тијела, жели да добијем моћ Камена мудрости, супстанце која дарује вјечни живот и претвара било који метал у чисто злато.
Серијал се наставља са књигом Хари Потер и Дворана тајни, у којој је описана Харијева друга година школовања у Хогвортсу. Његови пријатељи и он истражу педесет година стару мистерију која се чини необично повезана са недавним злокобним догађајима у школи. Ронова млађа сестра, Џини Весли, која уписује прву годину на Хогвортсу, проналази стару биљежницу у њеним стварима за коју се испоставља да је дневник претходног ученика, Тома Марвола Ридла, за кога се касније откривао да је Волдеморова млађа личност, која је била усмјерена ка ослобађању школе од „блатокрвих”, што је погрдан назив за чаробњаке и вјештице нечаробног поријекла. Сјећања Тома Ридла налазила су се у том дневнику и када се Џини почиње повјеравати дневнику, Волдемор је запосједа. Кроз дневник, Џини дјелује по Волдеморовим наређењима и несвјесно отвара „Дворану тајни”, чиме ослобађа древно чудовиште, за које се касније открива да је базилиск, а који почиње нападати учеснике по школи. Убија оне који с њим остваре непосредни контакт очима и скамењује оне који га гледају посредно. Књига представља и новог учитеља одбране од мрачних вјештина, Гилдероја Локхарта, веома веселог, самоувјереног чаробњака са претенциозном фасадом, за кога се касније испоставило да је преварант. Хари кроз упознавање са историјом школе открива и предрасуде које постоје у чаробњачком свијету и сазнаје да је Волдеморова владавина терора била често усмјерена на чаробњаке и вјештице који су потомци Нормалаца. Хари такође открива своју урођену, али ријетку, способност говора змијског језика, која се често повезује са мрачним вјештинама. Када је Хермиона нападнута и скамењена, Хари и Рон коначно састављају слагалицу и откључавају Дворану тајни, у којој Хари уништава дневник и спашава Џини, а тиме уништава и дио Волдеморове душе. На крају књиге се открива да је Лицијус Мелфој, Драков отац и супаник Роновог и Џининог оца, кривац који је убацио књигу у Џинине ствари и тиме донио дневник у Хогвортс.
Трећи роман, Хари Потер и затвореник из Аскабана, прати Харијеву трећу годину обазовања на Хогвортсу. То је једина књига у којој се Волдемор не јавља ни у било ком облику. Умјесто тога, Хари мора да се суочи са сазнањем да је мета Сиријуса Блека, најбољег пријатеља свог оца, и, према Чаробњачком свијету, одбјеглог масовног убице који је помагао у убиству Харијевих родитеља. Док се Хари бори са својом реакцијом на дементоре — мрачна створења са моћима да прождру људску душу и хране се очајем — који наводно штите школу, он посеже за Ремусом Лупином, учитељем одбране од мрачних вјештина за кога се на крају открива да је вукодлак. Лупин учи Харија одбрамбеним мјерама које су знатно изнад нивоа магије коју генерално врше људи његових година. Хари сазнаје да су Лупин и Блек били најбољи пријатељи његовог оца и да је Блека окривио њихов четврти пријатељ, Питер Петигру, који се скривао као Роном љубимац пацов, Скаберс. У овој књизи, наглашава се тема која се понавља кроз серијал — у свакој књизи јавља се нови учитељ одбране од мрачних вјештина и ниједан од њих на тој позицији не остаје дуже од једне школске године.

### Волдеморов повратак
Током Харијеве четврте године на Хогвортсу (детаљно у књизи Хари Потер и Ватрени пехар), Хари се невољно пријављује као учесник на Чаробњачки турнир, опасно и узбудљиво такмичење у којем се три „шампиона”, по један из сваке школе учеснице, морају да се такмиче једни са другима у три задатака како би освојили Трочаробњачки куп. Ове године, Хари је морао да се такмичи са вјештицом и чаробњаком „шампионима” из прекоморској школа Бобатонс и Дурмстранг, као и са једном учесником из Хогвортса, због чега су се Харијеви пријатељи дистанцирали од њега. Харија кроз турнир води нови учитељ одбране од мрачних вјештина, Аластор „Лудооки” Ћудљивко, за кога се испоставља да је варалица — прерушени Волдеморов сљедбеник зван Барти Кроуч мл. Тачка у којој је мистерија откривена означава преласак серијала са слутње и неизвјесности у отворени сукоб. Волдеморов план био је да Кроуч искористи турнир како би Харија предао Волдемору. Иако Хари успијева да побједне, Кедрика Дигорија, другог Хогвартсовог шампина на турниру, убија Питер Петигру и Волдемор се враћа у чаробњачки свијет са физичким тијелом.
У петој књизи, Хари Потер и Ред феникса, Хари мора да се суочи са Волдемором. Као одговор на Волдеморово поновно појављивање, Дамблдор је поново активира Ред феникса, тајно друштво које дјелује из тамне породичне куће Сиријуса Блека како би поразило Волдеморове слуге и заштитило Волдеморове мете, нарочито Харија. Упркос Харијевом опису Волдеморових недавних дјела, Министарство магије и многи други у чаробњачком свијету одбијају да повјерују да се Волдеморв вратио. У покушају да се супроставе и на крају дискредитују Дамблдора, који је заједно са Харијем најистакнутији у упозорава на повратак Волдемора у чаробњачки свијет, Министарство поставља Долорес Амбриџ као Великог инквизитора Хогвортса и новог учитеља одбране од мрачних вјештина. Она претвара школу у диктаторски режим и одбија да дозволи ученицима да науче како да се одбране од мрачних вјештина.
По Роновом и Хермионином приједлогу, Хари оснива „Дамблдорову армију”, тајну групу ученика која је за циљ имала подучавање ученика вишим нивоима вјештина одбране од мрачних вјештина које је Хари научио у својим претходним сусретима са мрачним чаробњацима. Кроз ове лекције, Хари почиње да се заљубљује у популарну и атрактивну Чо Чанг. Изврћући школски рад, Амбриџова непрекидним и упорним настојањима да га доведе у невољу и казнене лекције, Хари почиње да губи сан јер стално сања узнемирујуће снове о мрачном коридору у Министарству магије, праћена горућом жељом.Тада се открива важно пророчанство о Потеру и Волдемору, а Хари открива да Волдемор и он имају болну везу, која је дозвољавала Харију да телепатски види неке од Волдеморових поступака. У врхунцу романа, Хари је преваран тиме што је видио како муче Сиријуса и он је одмах одјурио у Министарство магије. Он и његови пријатељи суочавају се са Волдеморовим сљедбеницима (звани Смртождери) у Министарству магије. Иако благовремени долазак чланова Реда феникса спашава животе тинејџера, Сиријус Блек је убијен у сукобу.
У шестој књизи, Хари Потер и Полукрвни Принц, Волдемор почиње да води отворене сукобе. Хари и његови пријатељи су релативно заштићени од те опасности у Хогвортсу. Они су подложни сви потешкоћама адолесценције — Хари на крају почиње да излази са Џини, Рон почиње да се заљубљује у Лавандер Браун, а Хермиона почиње да развија романтична осјећања према Рону. Негдје на почетку романа, носећи своје књиге, Хари добија стари уџбеник за напитке испуњен многим забиљешкама и препорукама које је потписао мистериозни писац; „Полукрвни принц”. Ова књига је извор школског успјеха и великог признања која је добио од свог учитеља напитака, Хорација Пужорога, али због могућих чини које су написане у њој, књига постаје разлог забринутости. Како се рат приближавао, Харија је похађао приватне часове са Дамблдором, током којих му је показивао разне успомене везане за рани живот Волдемора у уређају званом сито сјећања. Они откривају, да је Волдемор, како би сачувао своју живот, своју душу подијелио на низ хоркукса — злих зачараних предмета који су скривени на различитим локацијама, од којих је једна дневник уништен у другој књизи. На свом путу да сакупи хоркуксе, Драко, који се придружио Смртождерима, покушава да нападе Дамблдора, и радња кулминира када Снејп, титуларни Полукрви Принц, убија Дамблдора.
Хари Потер и реликвије Смрти, посљедњи оригинални роман у серији, почиње непосредно након догађаја у шестој књизи. Лорд Волдемор је завршио своје успињање на власт и стиче контролу над Министарством магије. Хари, Рон и Хермиона су напустили школу како би пронашли и уништили преостале Волдеморове хоркуксе. Како би осигурали властиту сигурност као и сигурност својих породица и пријатеља, они су присиљени да се изолирају. Рон се претварао да је болестан, Хари се раздвојио од Дарслијевих, а Хермиона је избрисала сјећање на родитеље. Док су трагали за хоркуксима, тројка сазнаје детаље о древном пророчанству о Реликвијама смрти, три легендарна предмета који би, када се уједине под једним чуварем, наводној тој особи омогућила да буде Господар смрти. Хари открива је његов Невидљиви огртач један од тих предмета, док је Волдемор трагао за Старозовним штапићем, најмоћнији штапић у историји. На крају књиге, Хари и његови пријатељи уче о Дамблдоровој прошлости, као и Снејпове праве мотиве — он је дјеловао у Дамблдорово име од смрти Харијеве мајке. На крају, Волдемор је убио Снејпа због параноје.
Књига кулминира у бици за Хогвортс. Хари, Рон и Херминона, у сарадњи са члановима Реда феникса и многим учитељима и ученицима, бране Хогвортс од Волдемора, његових Смртождера и многих опасних магичних створења. Неколико главних ликова убијено је у првом таласу битке, укључујући Ремуса Лупина и Фреда Веслија, Роновог старијег брата. Након што је схватио да је он хоркукс, Хари се предаје Волдемору у Мрачној шуми, који на њега баца клетву смрти (авада кедавра). Браниоци Хогвортса се не предају и након што су сазнали за могућу Харијеву смрт и настављају да се боре. Хари се буди и суочава се са Волдемором, чији су хоркукси уништени. У коначној бици, Волдемора смртна клетва се одбија од Харијеве одбрамбене чини (експелиармус) и убија самог Волдемора.
У епилогу „Деветнаест година послије” (постављен 1. септембра 2017. године) описују се животи преживјелих ликова и посљедице Волдеморове смрти на чаробњачки свијет. У епилогу, Хари и Џини су вјенчани и имају троје дјеце, а Рон и Хеминиона су такође вјенчани и имају двоје дјеце.

## Допунски радови

### Хари Потер и уклето дијете
Хари Потер и уклето дијете је дводјелни позоришни комад Вестендског позодишта. Написао га је Џек Торн, на основу приче чији су аутори Џ. К. Роулинг, Торн и режисер Џон Тифани. Премијерно је изведена 30. јула 2016. године у Дворском позоришту у Лондону. Спис је издат 31. јула 2016. Прича се одвојиа деветнаест година након завршетка Харија Потера и реликвија Смрти и прати Харија Потера, сада запосленог у Министарству магије, и његовог најмлађег сина Албуса Северуса Потера. Званични синопсис представе објављен је 23. октобра 2015. године:
Харију Потеру никад није билo лaкo, a ниje му лакшe ни данас кaд је презаузети службеник у Министарству магије, муж и отац троје деце школског узраста.

Док се Хари бори с прошлошћу која одбија да остане тамо где joj je мјесто, његов најмлађи син Aлбус, мора да се суочи с породичним насљеђем које никад није желио. Прошлост и садашњост злослутно се мијешају, упозоравајући оца и сина да непријатна истина понекад лежи тамо гдје је најмање очекујеш.

### Књиге о фикцији
Роулингова је проширила универзум Харија Потера са неколико кратких књига које су направљене за различите добротворне организације. Године 2001. године, издала је књиге Фантастичне звијери и гдје их наћи (наводни Хогвортсов уџбеник) и Квидич кроз вијекове (књига коју Хари чита ради забаве). Приход од продаје ове двије књиге додјељен је добротворној организацији Comic Relief. Године 2007, Роулингова је написала седам рукописних копија Приповјести Барда Бидла, збирку бајки која се јавља у посљедњем роману, од којих је једна продата на аукцији како би се прикупила средства за Дјечију групу вишег нивоа, фонда за дјецу ометену у менталном развоју у сиромашним земљама. Књига је међународно објављена 4. децембра 2008. године. Роулингова је такође написала преднаставак од 800 ријечи 2008. као дио добротворне помоћу коју организује продавац књига Вотерстон. Све три књиге задрже додатне информације о чаробњачком свијету које се не налазе у оригиналним романима.
Године 2016, издала је још три књиге: Хогвортс: Непотпун и непоуздан водич, Кратке приче из Хогвортса о моћи, политици и досадним полтергајстима и Кратке приче из Хогвортса о хероизму, тешкоћама и опасним хобијима.

### Веб-сајт Pottermore
Роулингова је 2011. године најавила надолазећи пројекат под именом Pottermore. Pottermore је за јавност отворен 14. априла 2012. године и он је дозволио корисницима да сортирају, бирају свој чаробни штапић и играју разне мини-игрице. Главна сврха веб-сајта била је да се кориснику омогући пут кроз причу са приступом садржају који ранје Роулингова није открила, са преко 18.000 ријечи додатног садржаја.
У септембру 2015. године, веб-сајт је потпуно технички превазиђен и већина додатака је уклоњено. Сајт је редизајниран и углавном се фокусира на информације које су већ доступне, а не на истраживање.

## Пријем

### Контроверзе
Књиге су биле предмет низа правних спорова, који су произашли из разних сукоба око кршења ауторских права и повреде заштитног знака. Популарност и висока тржишна вриједност водили су Роулингову, њене издаваче, а и филског диструбутера Варнера броса да преузму законске мјере за заштиту својих ауторских права, која су укључивала забрану продаје имитација Харија Потера, циљајући власнике веб-сајтова са доменом Хари Потер, покрећући тужбу против Ненси Стофер како би се супротставили њеним оптужбама да је Роулингова плагирала њен рад. Разни религиозни конзервативци су тврдили да књига промовише вјештичарење и религије као што је Вика и стога нису погодне за дјецу, док су бројни критичари износили критике због промовисања различитих политичких програма.
Књиге су изазвале контроверзе и у књижевном и у издавачком свијету. Од 1997. до 1998. године, књига Хари Потер и Камен мудрости освојила је скоро све награде у УК које су оцјењивала дјеца, али ниједну награду за дјечију књигу коју су оцјењивали одрасли, а Сандра Бекет је сугерисала да је разлог био интелектуални снобизам према књигама које су биле популарне међу дјецом. Године 1999, добитник Витберове награде за књигу године за дјецу је први пут ушао у ужи избор за главну награду, а један од судија је запријетио оставком ако књига Хари Потер и Затвореник из Аскабана буде проглашена крајњим побједником; књига је завршила на другом мјесту, врло близу иза побједника награде за поезију, Шејмусовог преводи англосаксонског епа Беовулф.
Године 2000, непосредно прије објављивања књиге Хари Потер и Ватрени пехар, претходне три књиге Харија Потера биле су на врху списка бестселера Њујорка тајмса, а трећи списка чиниле су књиге за дјецу. Новине су отвориле нови одјељак за дјечије књиге, укључујући и фикцију и нефикцију, и првобитно се рачунала продаја само књига за тврдим повезом. Овај потез подржали су издавачи и продавачи књига. Године 2004, Њујорк тајмс је даље подијелио списак дјечијих књига, на којој су и даље доминирале књиге Харија Потера у секцији за серијале и појединачне књиге, а књиге Харија Потера су уклоњене из одјељка за појединачне књиге. Подјела 2000. изазвала је осуду, похвале и неке коментаре који су истицали предности и недостатке тог потеза.